# Timo Bruinsma
Timo Bruinsma (24 augustus 1982) is een voormalig Nederlands hockeyer.

## Levensloop
Bruinsma was tijdens zijn jeugd actief bij de Tielse Kromhouters en HC 's-Hertogenbosch. In 2003 maakte hij de overstap naar Amsterdamsche, alwaar hij actief bleef tot 2008. Ook kwam hij uit voor het Indiase Chennai Veerans. Zowel met Den Bosch (1x) als met Amsterdam (2x) werd hij landskampioen. Met laatste genoemde club won hij daarnaast zowel de Europacup I als II. In 2008 maakte hij de overstap naar het Belgische KHC Dragons. Met deze Brasschaatse club werd hij in seizoen 2010-2011 landskampioen. Het daaropvolgende seizoen kwam hij uit voor het Amsterdamse Pinoké. Na één seizoen keerde hij terug naar KHC Dragons.
Daarnaast maakte hij deel uit van het Nederlands zaal- en  beachhockeyteam. Met laatstgenoemde won hij onder meer zilver op de Eurocup van 2010 te Knokke-Heist.